# فيل كولنز
فيل كولنز (بالإنجليزية: Phil Collins)‏ واسمه الحقيقي فيليب ديفيد تشارلز كولنز هو مطرب بوب وروك بريطاني شهير مولود في لندن سنة 1951.

## روابط خارجية
- فيل كولنز على موقع IMDb (الإنجليزية)
- فيل كولنز على موقع ميتاكريتيك (الإنجليزية)
- فيل كولنز على موقع الموسوعة البريطانية (الإنجليزية)
- فيل كولنز على موقع روتن توميتوز (الإنجليزية)
- فيل كولنز على موقع ألو سيني (الفرنسية)
- فيل كولنز على موقع ميوزك برينز (الإنجليزية)
- فيل كولنز على موقع رولينغ ستون (الإنجليزية)
- فيل كولنز على موقع أول موفي (الإنجليزية)
- فيل كولنز على موقع قاعدة بيانات برودواي على الإنترنت (الإنجليزية)
- فيل كولنز على موقع قاعدة بيانات الأفلام السويدية (السويدية)